# Gwede Mantashe
Samson Gwede Mantashe est né le 21 juin 1955 au Transkei, est un syndicaliste et homme politique sud-africain, membre du parti communiste sud-africain et du congrès national africain (ANC) et membre du parlement. Président national de l'ANC depuis décembre 2017, il est ministre de l'énergie et des ressources minières au sein du second gouvernement de Cyril Ramaphosa. 

## Biographie
Samson Gwede Mantashe est né en 1955 dans le village de Lower Cala, dans le Transkei (aujourd'hui situé dans le Cap-Oriental). Il est diplômé de l'Université d'Afrique du Sud (2002) et d'une maîtrise de l'Université de Witwatersrand (2008).
Il a d'abord gagné sa vie comme travailleur migrant dans l'industrie minière (1975-1982). De 1982 à 1984, il dirige la filiale du Syndicat national des mineurs (NUM) à Witbank puis est élu secrétaire régional du NUM en 1985. 
De 1994 à 1998, il exerce les fonctions de secrétaire général adjoint du NUM puis est de 1998 à 2006, secrétaire général du NUM. Il est, en 1995, le premier syndicaliste à être  nommé au conseil d'administration d'une société cotée en bourse (Samancor).
En 2006, il est nommé directeur exécutif aux initiatives stratégiques à la Banque de développement de l'Afrique australe (DBSA). 
De 2007 à 2012, Mantashe est président du Parti communiste sud-africain. 
Lors de la 52e conférence nationale de l'ANC à Polokwane (Pietersburg) en décembre 2007, il est élu secrétaire général de l'ANC et est réélu à cette fonction lors de la 53e Conférence nationale de l'ANC à Mangaung (Bloemfontein). Il est élu Président national de l'ANC en 2017 pour une durée de 5 ans.  
Il entre au gouvernement en février 2018 en tant que ministre des Ressources minières. Le 30 mai 2019, son portefeuille est élargi à celui de l'Énergie. 